# Ericusa papillosa
Ericusa papillosa is een slakkensoort uit de familie van de Volutidae. De wetenschappelijke naam van de soort is voor het eerst geldig gepubliceerd in 1822 door Swainson.